# 遊田研吉
遊田 研吉（ゆだ けんきち、1866年4月21日（慶応2年3月7日） - 1933年（昭和8年）10月9日）は、日本の政治家。衆議院議員（1期）。

## 経歴
岩手県出身。漢学と英語を学ぶ。上郷村(現・遠野市)長、岩手県会議員、同参事会員、地方森林会議員となる。
1904年の第9回衆議院議員総選挙において岩手県郡部から立憲政友会公認で立候補して当選した。衆議院議員を1期務め、1908年の第10回衆議院議員総選挙で落選した。1933年死去。